# Raúl Mesa
Raúl Mesa (* 16. April 1982 in Saragossa) ist ein spanischer Beachvolleyballspieler.

## Karriere
Mesa wurde 2001 mit Pablo Herrera Allepuz Vize-Weltmeister der Junioren und gewann ein Jahr später den Nachwuchstitel. In den nächsten beiden Jahren spielte er mit wechselnden Partnern. Bei der Weltmeisterschaft 2003 schied er mit Manuel Carrasco Saenz bereits nach der Vorrunde aus.
Ab Ende 2004 bildete er wieder ein festes Duo mit Herrera. Im folgenden Jahr scheiterten sie bei der WM in Berlin an den Esten Kais/Vesik und den Österreichern Berger/Doppler. Zwei Monate später wurden sie in Moskau durch einen 2:1-Sieg im Finale gegen die Schweizer Patrick Heuscher und Stefan Kobel Europameister. Als Titelverteidiger kamen sie 2006 in Den Haag nach Niederlagen gegen die Belgier Joosen/Melis und die Schweizer Brüder Martin und Paul Laciga auf den siebten Rang.
Bei der Weltmeisterschaft 2007 mussten sie sich im Achtelfinale wieder Kais/Vesik geschlagen geben. Die anschließende EM in Valencia beendeten sie auf Platz 13. Im folgenden Jahr unterlagen sie in Hamburg den Schweizern Heuscher/Heyer und den Russen Barsuk/Kolodinski und wurden Siebter. Kurz darauf nahmen sie am olympischen Turnier in Peking teil, wo sie das Achtelfinale gegen die US-Amerikaner Gibb/Rosenthal erreichten. Danach trennten sich ihre Wege.
Nach einem Intermezzo mit Adrián Gavira Collado spielte Mesa von 2009 bis 2012 mit Inocencio Lario Carrillo. Das neue Duo belegte im ersten gemeinsamen Jahr Platz 17 bei der WM in Stavanger und wurde Neunter bei der EM in Sotschi. 2010 in Berlin verpassten Mesa/Lario durch ein 0:2 gegen die Letten Plavins/Smedins nur knapp eine EM-Medaille. Bei der Weltmeisterschaft 2011 schieden sie in der ersten Hauptrunde gegen die späteren Gesamtsieger Emanuel/Alison aus.